# 海上自衛隊東京業務隊
海上自衛隊東京業務隊（かいじょうじえいたいとうきょうぎょうむたい、英称：JMSDF Service Activity,Tokyo）は、市ヶ谷地区に所在していた海上自衛隊の防衛大臣直轄部隊である。
業務隊司令は、1等海佐（二）をもって充てられており、防衛大臣の指揮監督を受けていた。令和7年3月24日付で廃止され、新設された中央業務会計隊に引き継がれた。

## 概要
海上幕僚監部、東京都（特別区に限る。）に所在する海上自衛隊の防衛大臣直轄部隊及び機関に関する次の業務並びに海上幕僚監部の行う人事事務に必要な資料の作成及び調査研究を行い、海幕等の業務を支援することを任務とすると定められていた。
1. 文書交換に関すること。
2. 福利厚生に関すること。
3. 共済組合に関すること。
4. 施設の維持管理に関すること。
5. 給与及び旅費の支給に関すること。
6. 物品の調達及び補給に関すること。
7. 車両の管理運用に関すること。
8. 営内居住を命ぜられた自衛官の居住及び給食に関すること。
9. 防衛省の職員の給与等に関する法律（昭和27年法律第266号)の規定による若年定年退職者給付金に関すること。
10. 電子計算機等の運用及び維持管理並びに電子計算機等に関する教育訓練及び技術指導に関すること。
11. 教範、暗号書、信号書、演習記事、図誌、執務参考書、教育参考書、警備地誌、調査資料、規則類、諸計画書、定型用紙その他の業務の遂行に必要な印刷物の印刷及び製本に関すること。
12. その他海幕等の支援に関すること。

## 沿革
- 1963年（昭和38年）3月31日：海上自衛隊東京業務隊が長官直轄部隊として檜町に新編（総務、人事作業、厚生、会計の4科）。
- 1966年（昭和41年）10月1日：横須賀警備隊から羽田連絡所を編入。
- 1968年（昭和43年）3月30日：市ヶ谷業務分遣隊が新編。
- 1974年（昭和49年）4月11日：羽田連絡所が廃止。
- 1979年（昭和54年）7月2日：施設科を新設。
- 2000年（平成12年）5月8日：防衛庁の市ヶ谷移転に伴い、市ヶ谷に移転。市ヶ谷業務分遣隊が廃止。副長、車両科、システム管理科を新設。
- 2020年（令和02年）10月1日：海上自衛隊の組織改編により、印刷補給隊（市ヶ谷）が廃止、これを統合[3][4]。総務科、業務第1部、業務第2部の1科2部に改編[2]。
- 2025年（令和07年）3月24日：部隊廃止[5]。

## 廃止時の編成
- 総務科
- 業務第1部 
  - 人事作業科
  - 厚生科
  - 経理科
  - 車両科
  - 施設科
  - システム管理科
- 業務第2部
  - 補給科
  - 印刷科
  - 製版科

## 主要幹部
| 代 | 氏名       | 在任期間               | 出身校・期                | 前職                                             | 後職                                                      |
| -- | ---------- | ---------------------- | ------------------------- | ------------------------------------------------ | --------------------------------------------------------- |
| 01 | 西村國五郎 | 1963.3.31 - 1964.12.15 | 海機45期                  | →1964.7.1 1等海佐昇任                            | 自衛隊広島地方連絡部長                                    |
| 02 | 板谷 毅    | 1964.12.16 - 1967.1.15 | 神戸高等商船              | 横須賀警備隊司令                                 | 海上自衛隊東京業務隊付 →1967.4.5 停年退官（海将補昇任）   |
| 03 | 小幡英郎   | 1967.1.16 - 1968.12.15 | 海兵64期                  | 海上自衛隊東京業務隊付                           | 海上自衛隊東京業務隊付 →1969.2.17 停年退官（海将補昇任）  |
| 04 | 富田良治   | 1968.12.16 - 1970.3.15 | 海兵67期                  | はまな艦長                                       | 海上自衛隊東京業務隊付 →1970.5.18 停年退官（海将補昇任）  |
| 05 | 浜田卓爾   | 1970.3.16 - 1972.8.15  | 海機49期                  | 海上自衛隊第1術科学校教育第4部長                 | 海上自衛隊東京業務隊付 →1973.1.1 退職（海将補昇任）       |
| 06 | 鬼塚美雄   | 1972.8.16 - 1973.12.15 | 海兵71期                  | 呉地方総監部管理部長                             | 海上自衛隊東京業務隊付 →1974.6.21 停年退官                |
| 07 | 橘 正道    | 1973.12.16 - 1975.6.30 | 早稲田大学・ 17期幹講     | 自衛隊青森地方連絡部長                           | 自衛隊神奈川地方連絡部長                                  |
| 08 | 中村 喬    | 1975.7.1 - 1976.7.15   | 海機54期                  | 呉警備隊司令                                     | 海上自衛隊東京業務隊付 →1976.10.15 停年退官（海将補昇任） |
| 09 | 岡田 寛    | 1976.7.16 - 1977.8.31  | 早稲田大学                | 統合幕僚会議事務局第1幕僚室                      | 海上自衛隊東京業務隊付 →1978.1.1 停年退官                 |
| 10 | 吉田浩一   | 1977.9.1 - 1979.1.31   | 海経36期                  | 第2潜水隊群司令部幕僚                            | 海上自衛隊東京業務隊付 →1979.5.14 停年退官                |
| 11 | 井上 彬    | 1979.2.1 - 1979.12.4   | 海兵75期                  | 海上自衛隊幹部学校研究部員                       | 海上自衛隊東京業務隊付 →1980.2.13 停年退官                |
| 12 | 金子 繁    | 1979.12.5 - 1981.7.31  | 明治大学                  | 厚木航空基地隊司令                               | 海上自衛隊東京業務隊付 →1981.11.1 停年退官                |
| 13 | 齊藤 實    | 1981.8.1 - 1983.2.15   | 上智大学・ 2期幹候        | 需給統制隊管理部長                               | 海上自衛隊東京業務隊付 →1983.5.8 停年退官                 |
| 14 | 佐藤貞幸   | 1983.2.16 - 1985.8.4   | 明治大学・ 19期幹講       | 大湊地方総監部管理部長                           | 海上自衛隊東京業務隊付 →1985.12.9 退職（海将補昇任）      |
| 15 | 塩谷 正    | 1985.8.5 - 1987.3.15   | 神奈川大学・ 23期公募幹部 | 需給統制隊企画室長                               | 海上自衛隊東京業務隊付 →1987.5.14 定年退官                |
| 16 | 下山 巧    | 1987.3.16 - 1988.3.6   | 海保大2期・ 6期幹候       | 佐世保警備隊司令                                 | 定年退官（海将補昇任）                                    |
| 17 | 秋澤 巖    | 1988.3.7 - 1989.7.31   | 防大3期                   | 海上自衛隊幹部学校主任教官                       | 海上自衛隊第2術科学校長                                   |
| 18 | 長谷川伸雄 | 1989.8.1 - 1991.3.15   | 防大5期                   | 海上幕僚監部総括副監察官                         | 海上自衛隊第2術科学校長                                   |
| 19 | 樋口隆保   | 1991.3.16 - 1992.12.14 | 防大5期                   | 海上自衛隊第2術科学校副校長                      | 退職（海将補昇任）                                        |
| 20 | 太田黒幸雄 | 1992.12.15 – 1996.7.31 | 防大7期                   | 海上自衛隊第2術科学校副校長                      | 退職（海将補昇任）                                        |
| 21 | 高橋昭光   | 1996.8.1 - 1997.12.7   | 防大9期                   | 潜水艦教育訓練隊司令                             | 海上自衛隊東京業務隊付 →1998.1.7 定年退職                 |
| 22 | 山本角八郎 | 1997.12. 8 - 1999.12.9 | 防大10期                  | 第1練習隊司令                                    | 退職（海将補昇任）                                        |
| 23 | 足立晴夫   | 1999.12.10 - 2000.12.7 | 法政大学・ 23期幹候       | 海上自衛隊幹部学校学校教官                       | 佐世保地方総監部経理部長                                  |
| 24 | 小山彌太郎 | 2000.12.8 - 2002.12.15 | 防大13期                  | 海上自衛隊補給本部需品部長                       | 退職（海将補昇任）                                        |
| 25 | 小林幹夫   | 2002.12.16 - 2004.8.1  | 防大15期                  | 海上自衛隊航空補給処副処長                       | 退職（海将補昇任）                                        |
| 26 | 寺田康雄   | 2004.8.2 - 2006.12.5   | 防大17期                  | 海上自衛隊幹部学校主任教官                       | 退職（海将補昇任）                                        |
| 27 | 森 光雄    | 2006.12.6 - 2009.3.31  | 防大21期                  | 海上自衛隊幹部学校主任教官                       | 退職（海将補昇任）                                        |
| 28 | 東 祥介    | 2009.4.1 - 2010.8.1    | 東京水産大・ 29期幹候     | 舞鶴造修補給所長 兼 舞鶴地方総監部技術補給監理官 | 退職（海将補昇任）                                        |
| 29 | 河原誉政   | 2010.8.2 - 2012.7.30   | 防大23期                  | 海上幕僚監部防衛部付                             | 退職                                                      |
| 30 | 眞弓英之   | 2012.7.31 - 2013.12.23 | 防大24期                  | 海上自衛隊補給本部需品部長                       | 海上自衛隊東京業務隊付 →2014.3.5 退職                     |
| 31 | 余座正一   | 2013.12.24 – 2015.8.16 | 防大27期                  | 海上自衛隊補給本部需品部長                       | 退職                                                      |
| 32 | 坂口好明   | 2015.8.17 - 2017.11.30 | 茨城大学・ 35期幹候       | 呉造修補給所長 兼 呉地方総監部技術補給監理官     | 退職（海将補昇任）                                        |
| 33 | 桒田昌範   | 2017.12.1 - 2020.3.31  | 防大31期                  | 海上自衛隊航空補給処副処長                       | 退職（海将補昇任）                                        |
| 34 | 木村雅樹   | 2020.4.1 - 2022.3.31   | 防大34期                  | 舞鶴造修補給所長 兼 舞鶴地方総監部技術補給監理官 | 海上自衛隊航空補給処副処長                                |
| 35 | 髙梨洋之   | 2022.4.1 - 2023.3.31   |                           | 海上自衛隊航空補給処副処長                       | 退職（海将補昇任）                                        |
| 36 | 森 裕之    | 2023.4.1 - 2025.3.23   | 防大35期                  | 海上幕僚監部装備計画部装備需品課 補給管理室長    | 舞鶴造修補給所長 兼 舞鶴地方総監部技術補給監理官          |